# Saul Leiter
Saul Leiter (3. prosince 1923 Pittsburgh – 26. listopadu 2013 New York) byl americký fotograf a malíř jehož práce ze 40. a 50. let 20. století jsou důležitým přínosem pro Newyorskou školu fotografie.

## Životopis

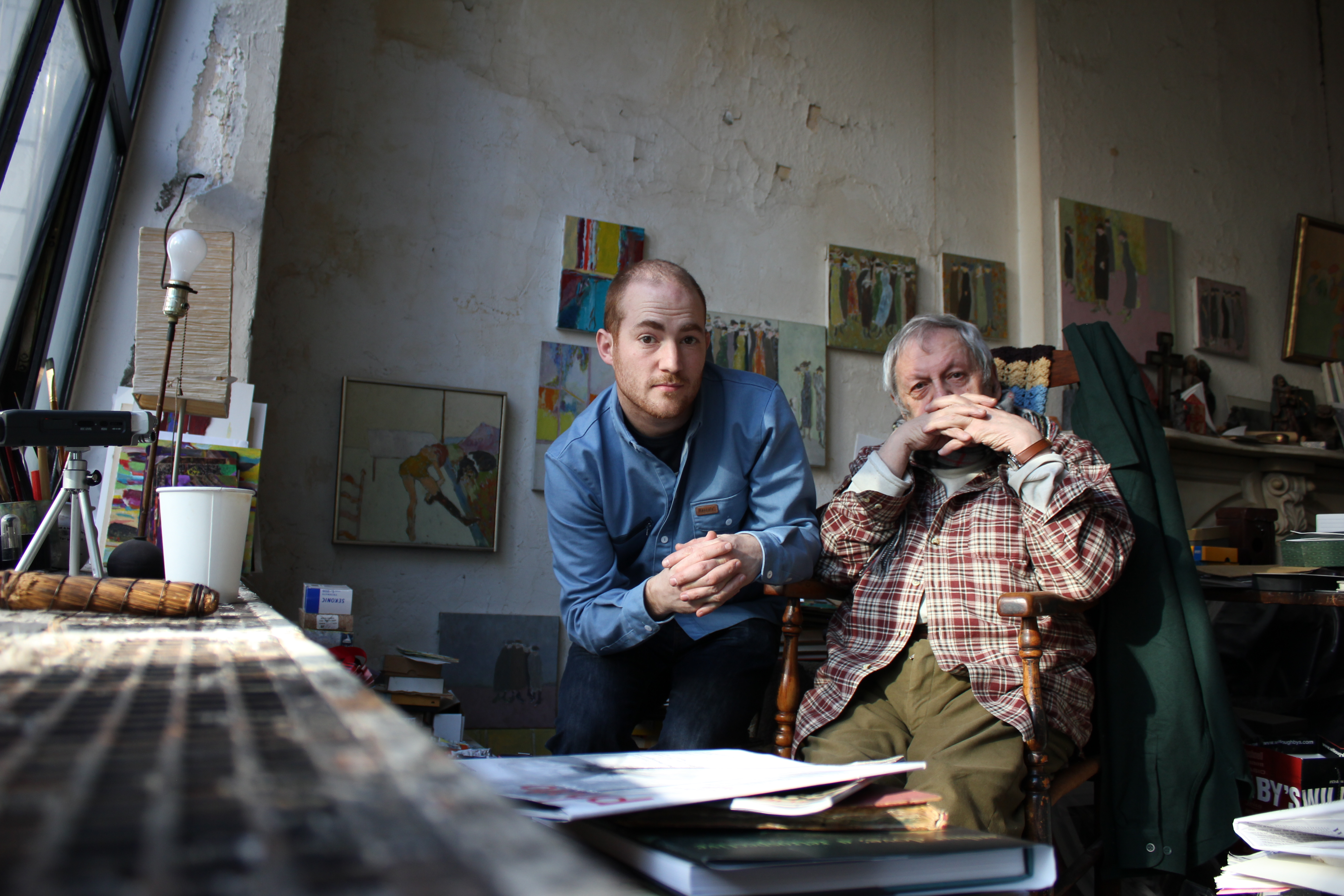
Filmař Tomas Leach a Saul Leiter, 2011

Saul Leiter se narodil v Pittsburghu v Pensylvánii. Jeho otec byl dobře známý učenec Talmudu a Saul studoval, aby se stal rabínem. Svůj první fotoaparát dostal od své matky, když mu bylo 12 let. Když mu bylo 23 let, opustil studium teologie a přestěhoval se do New Yorku, aby se stal umělcem. Měl zájem o malbu a poštěstilo se mu potkat abstraktního expresionistického malíře Richarda Pousette-Darta.
Pousette-Dart a William Eugene Smith Leitera povzbuzovali, aby se věnoval fotografii. Leiter brzy začal pořizovat černobílé fotografie fotoaparátem Leica na 35 mm film. V roce 1948 se začal věnovat barevné fotografii. Začal se stýkat s dalšími tehdejšími moderními fotografy jako byl Robert Frank nebo Diane Arbusová a pomohl tak formovat to, co americká kurátorka umění Jane Livingston nazvala termínem Newyorská škola fotografie během 40. a 50. let 20. století.
Leiter pracoval jako módní fotograf dalších 20 let a jeho fotografie vyšly v magazínech Show, Elle, britský Vogue, Queen a Nova. Na konci 50. let umělecký ředitel Henry Wolf publikoval Leiterovy barevné módní fotografie v Esquire a později v Harper's Bazaar.
Edward Steichen zahrnul Leiterovy černobílé fotografie do výstavy Always the Young Stranger v Muzeu moderního umění v roce 1953. Leiterovo práce prominentně zařadila do své knihy The New York School (1992) Jane Livingston a objevily se také v knize Appearances: Fashion Photography since 1945 (1991) britského kurátora Martina Harrisona. Leiter byl během šedesáti let své aktivní kariéry fotografa veřejností zapomínán a znovuobjevován. V roce 2005 byla publikem velmi dobře přijata výstava jeho raných barevných fotografií v Howard Greenberg Gallery na Manhattanu, kde znovu vešel do povědomí. V roce 2006 jej učinila široce známým kniha Martina Harrise Saul Leiter: Early Color. Ve stejném roce získal i první muzejní samostatnou výstavu v Milwaukee Art Museum. V roce 2008 následovala první muzejní samostatná výstava v Evropě, kterou připravila nadace Henriho Cartiera-Bressona.
Leiter se stal tématem celovečerního dokumentu z roku 2012 In No Great Hurry – 13 Lessons n Life with Saul Leiter, který režíroval a produkoval britský filmař Tomas Leach. Společně s dalšími se Leiter objevil i v dokumentu Tracing Outlines (2015) od 2nd State Productions.
Martin Harrison, editor a autor knihy Saul Leiter Early Color (2006) napsal, že „Leiterova citlivos..ho postavila mimo viscerální konfrontace z městské úzkosti, která se pojí s fotografy jako jsou Robert Frank nebo William Klein. Místo toho se pro něj fotoaparát stal alternativním způsobem, vidění, rámování událostí a interpretací reality. Hledal momenty tiché lidskosti ve víru Manhattanu, vytvořiv unikátní urbální pastorelu za nejnepravděpodobnějších podmínek.“
Leiter zemřel ve věku 89 let 26. listopadu 2013 v New Yorku.

## Publikace
- Early Color
  - Göttingen: Steidl, 2006.
  - Göttingen: Steidl, 2013.
- Saul Leiter
  - Paris: Delpire, 2007. Photo Poche series.
  - London: Thames & Hudson, 2008. Fotosérie
- Early Black and White
  - Göttingen: Steidl, 2008.
  - Göttingen: Steidl; Howard Greenberg Gallery, 2014. Dva svazky ve společném boxu.
- Saul Leiter. Göttingen: Steidl, 2008.
- Photographs and Works on Paper. Antverpy: Fifty One Publication, 2011. Katalog k výstavě
- Here's more, why not?. Antverpy: Fifty One Publication, 2013.
- Painted Nudes. Londýn: Sylph, 2015.
- All About Saul Leiter. Seigensha, 2017. Katalog publikovaný jako doprovodný materiál k výstavě v Museum umění Bunkamura, Tokyo, 2017.
- Women. Tokyo: Space Shower, 2018.